# 한라일보
한라일보(漢拏日報)는 제주특별자치도에서 발행되는 지역 신문이다. 1989년 4월 22일 '정의구현 복지추구'라는 사시를 내걸고 출간했다. 2005년 지역신문발전법에 의해 ‘전국 최우수 5대 지방일간지’에 선정된 이후 10년 연속 ‘지역신문발전기금 우선지원신문 대상사’로 선정되었다. 이와 함께 신춘 한라문예 공모를 비롯한 한라환경대상, 세계자연유산 거문오름 국제 트레킹, 전국 논술경연대회, 동북아 탁구대회, 한라일보기 게이트볼대회, 제주감귤국제마라톤대 회 등 각종 문화 및 체육행사를 펼치고 있다.
한국ABC협회가 세계ABC연맹(IFABC)의 기준에 따라 인증을 마친 2011년 기준 전국 119개 일간신문사의 발행부수와 유료부수 내역에 따르면, 제주지역 일간지 중 한라일보가 가장 많은 유료 독자를 확보하고 있는 것으로 조사됐다.
김찬경 전 미래저축은행 회장이 대주주였던 한라일보는 2012년 미래저축은행이 도산하면서 경영난을 겪다 법정관리에 들어갔고, 2013년 12월 유병호 회장-김건일 사장 체제로 들어섰다. 2013년부터 한라일보를 이끌었던 유병호 회장은 2016년 12월 29일 퇴임사에서 "부영그룹에 지분을 모두 넘겼다"고 밝혔다. 한라일보는 2016년 12월 30일 이사회를 통해 유병호 회장이 갖고 있던 지분을 부영이 인수, 경영권을 확보하게 됐다고 밝혔다.